# Le Temple-sur-Lot
Le Temple-sur-Lot è un comune francese di 1 112 abitanti situato nel dipartimento del Lot e Garonna nella regione della Nuova Aquitania.

## Storia

### Simboli
Lo stemma è stato adottato nel 1980.

## Società

### Evoluzione demografica
Abitanti censiti

## Amministrazione

### Gemellaggi
- Fiumicello (dal 2018 Fiumicello Villa Vicentina), Italia